# إلف الظلام
إلف الظلام أو ذُعْمَاط (الاسم العلمي: Scotophilus)، جنس خفافيش من فصيلة خفافيش الليل واسمها الشائع الخفافيش الصفراء. توجد في جنوب آسيا وأفريقيا. مسرحها من الغسق العاتم إلى الفجر العميق. تعيش أزواجًا أو جماعات قليلة العدد. تألف البيوت والمعابد والسقائف وتجاويف الأشجار وأوقاب الصخور. قوتها الحشرات على اختلافها أخصل القرضة والنمل.